# فولكس فاغن اكس ال 1

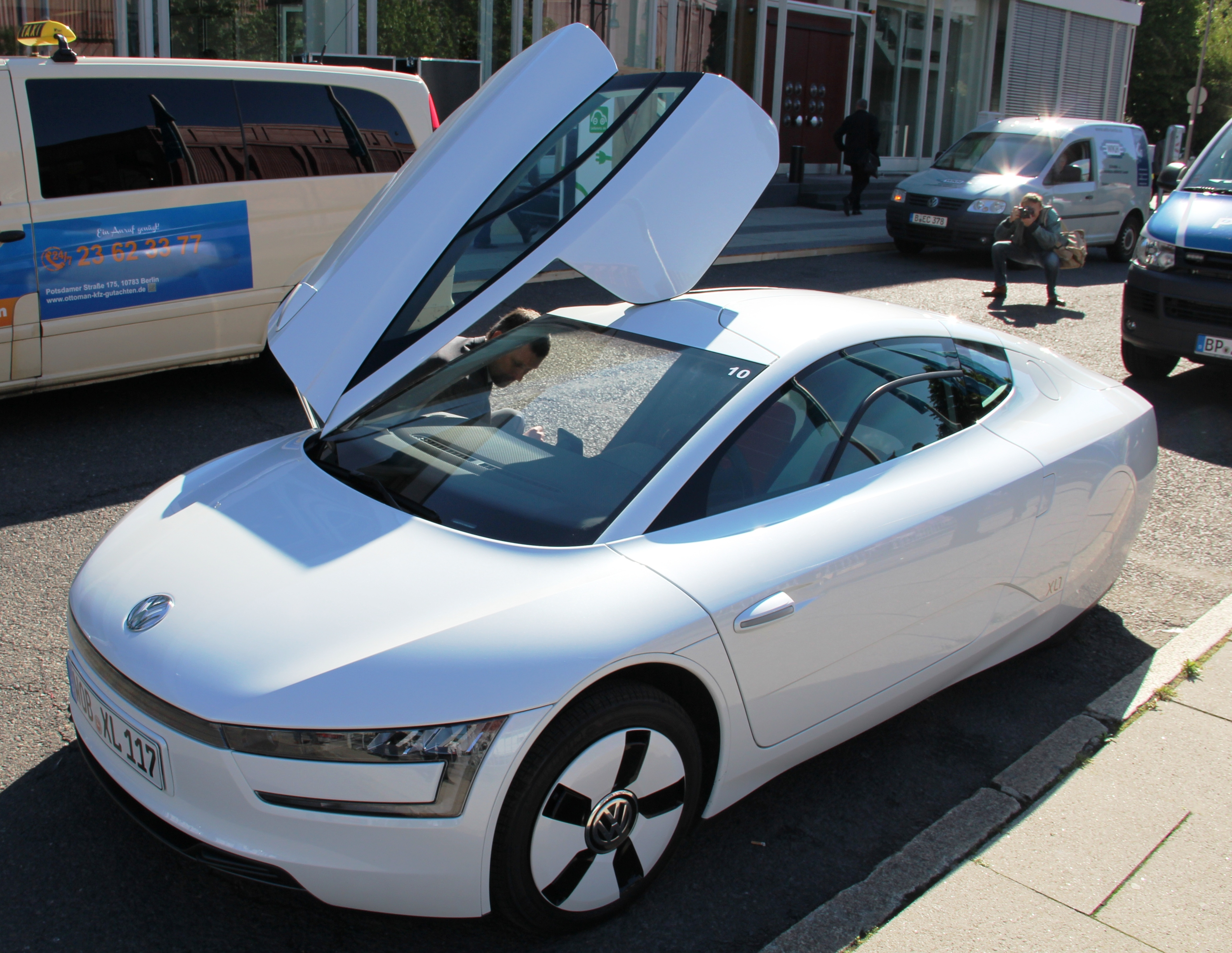
Production Volkswagen XL1 diesel-powered المكونات المدمجة الهجين.

سيارة فولكس واجن 1 لتر  هي مفهوم السيارة التي تتسع لشخصين التي تنتجها فولكس واجن. وقد تم تصميم السيارة 1 ليتر لتكون قادرة على السفر 100 كم بكلفة 1 لتر من
وقود الديزل (280 mpg‑imp؛ 240 mpg‑US), حيث تشمل كلا من الحالة العامة المواتية والعملية في نفس الوقت. لتحقيق مثل هذا الاقتصاد، يتم إنتاجها من مواد خفيفة الوزن، وهو هيئة تبسيط والمحرك وناقل الحركة وتصميم الهيكل دعما للاقتصاد. كان مفهوم السيارة معدلة الأولى في عام 2009 حيث 'L1 ومرة أخرى في عام 2011 باسم 'XL1.
وبدأ إنتاج محدود من 250 وحدة بحلول منتصف عام 2013 ويبدأ التسعير في€111,000 (~ US$146,000). فولكس واجن XL1 المكونات في سوف تعمل بالديزل والكهرباء الهجينة تكون متاحة فقط في أوروبا ويمكن أن تنتج نسخة مجموعة تعمل بالكهرباء فقط من50 كـم (31 ميل), لديه الاقتصاد في استهلاك الوقود من 0.9 ل/100 كـم (260 mpg‑US؛ 310 mpg‑imp) تحت NEDC دورة وتنتج انبعاثات من 21 غ / كم من CO2.

## النموذج الأولى
تم إظهار النموذج VW-1 لتر مفهوم السيارة للجمهور في أبريل نيسان 2002 عندما قاد الدكتور فرديناند بيش، ثم رئيس مجلس الإدارة، مفهوم بين فولفسبورج وهامبورغ كجزء من الاجتماع السنوي لفولكس واجن المساهمين.
بالنسبة للديناميكا الهوائية، فالسيارة مجهزة بإثنان من المقاعد في ترادف أي واحد خلف الآخر، بدلا من جنبا إلى جنب. لا توجد مرايا الرؤية الخلفية، وأنه بدلا من ذلك تستخدم الكاميرات وشاشات العرض الإلكترونية. العجلات الخلفية هي قريبة من بعضها البعض للسماح بهيئة مبسطة. مجموع السحب الأيروديناميكي هو الحد الأدنى لأن كلا من معامل السحب والمنطقة الأمامية صغيرة (انظر معادلة السحب). في معامل السحب (Cd) is 0.159, مقارنة 0,30-0,40 للسيارات النموذجية.
الأبعاد الخارجية للسيارة هي 3.47 م (11.4 قدم) للطول، 1.25 م (4.1 قدم) للعرض و1.10 م (3.6 قدم) الطول وهناك80 ل (2.8 قدم3) من مساحة التخزين. تتميز السيارة على على غرار طائرات المظلة، ويغطي عجلة مسطحة وغطاء البطن لضمان سلاسة تدفق الهواء. فتحات تبريد المحرك تفتح فقط عند الحاجة.

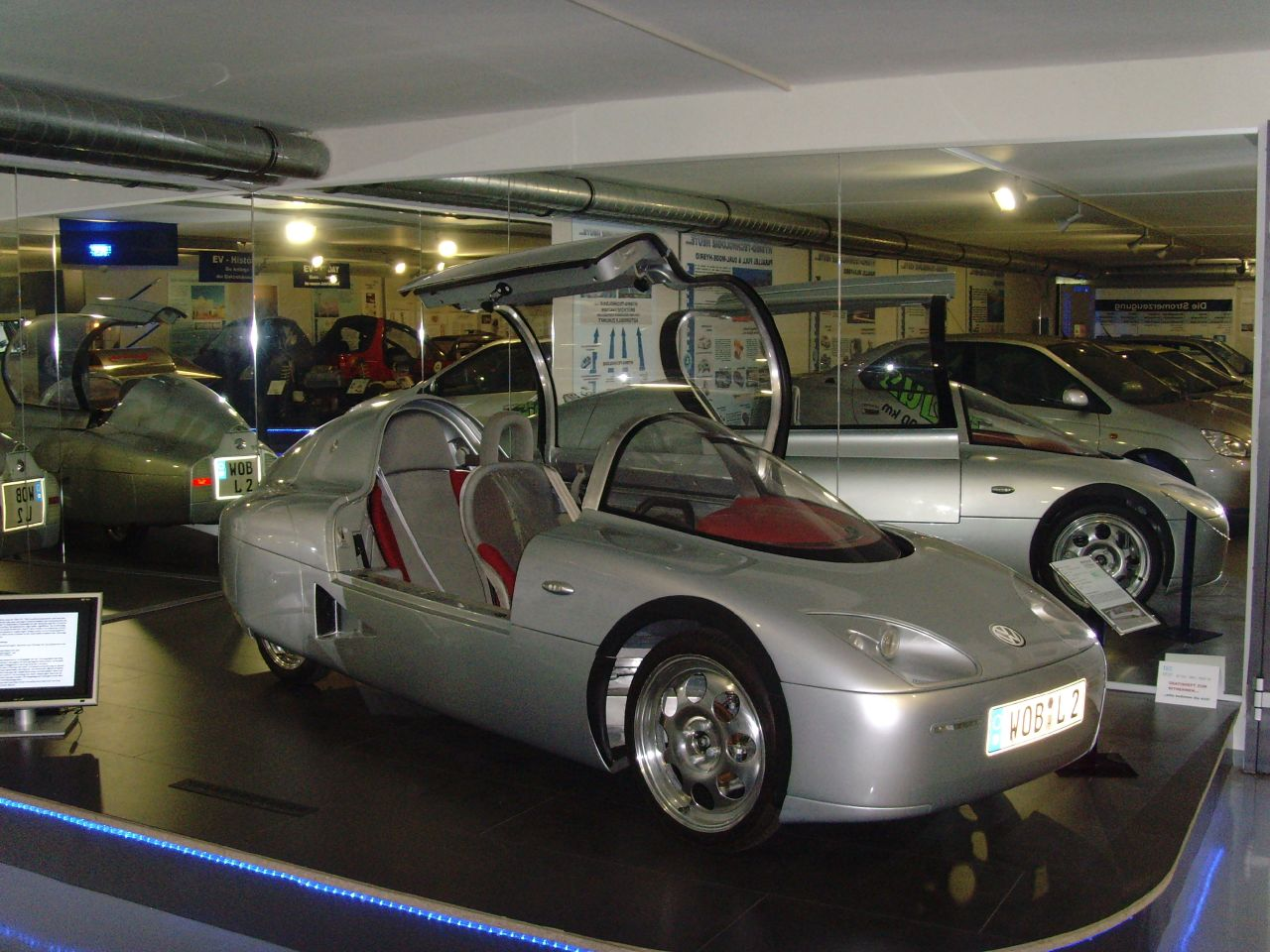
1L Concept Replica at the AUTOVISION Tradition & Forum Museum in Germany.

ولغرض خفة الوزن تستخدم في السيارة جلدا غير مصبوغ من ألياف الكربون على المغنيزيوم سبيكة سوبفرامي. وقد تم تصميم المكونات الفردية لتكون خفيفة الوزن، بما في ذلك المحرك وناقل الحركة، نظام التعليق، وعجلات (ألياف الكربون)، والمكابح (الألومنيوم)، ومحاور (التيتانيوم)، ومحامل (السيراميك)، الداخلية، وهلم جرا. وزن السيارة فارغة هو290 كـغ (639 رطل).
تم تصميم الجسم والإطار مع سحق / [[جعدة المناطق ولفة الإفراط في الحماية، والجلوس جنبا إلى جنب يعني مناطق الجانب سحق كبيرة. فولكس واجن يدعي حماية مماثلة لسيارة سباق GT. السيارة لديها الفرامل المضادة للقفل، وسائد هوائية مع أجهزة استشعار الضغط، والسيطرة على الاستقرار. 
المحرك هو اسطوانة واحدة 299 سـم3 (18 بوصة3) للديزل تنتج فقط6.3 كـو (8.4 حصان). أنه يدفع من خلال ست سرعات يجمع بين الميكانيكا عصا التحول، والوزن، وكفاءة محرك التلقائي مع الراحة والكفاءة الضوابط. ليس هناك دواسة القابض. اختيار العتاد (إلى الأمام، عكس أو محايدة) يتم باستخدام التبديل على الجانب الأيمن من قمرة القيادة. يتم تشغيل المحرك قبالة تلقائيا أثناء التباطؤ وتوقف، ثم إعادة التشغيل التلقائي عند الضغط على دواسة التسارع.
وفقا لفولكس واجن، تستهلك السيارة 0.99 ل/100 كـم (238 mpg‑US؛ 285 mpg‑imp), يعطيها 650 كـم (404 ميل) مجال قيادة على خزان واحد من الوقود.

### الإنتاج المستقبلى
في ال 2007 معرض فرانكفورت للسيارات كبار إكسيك VW ادعى فرديناند بيش أن السيارة ستكون متاحة بحلول نهاية العقد.
حوالى 2008 مجلات السيارات قدمت تقارير عن تغيير المحرك لاثنين من الإسطوانات الهجينة تعملان بالديزل والكهرباء. فولكس واجن السيارة المتوقع أن تكون عملية الإنتاج محدودة فقط، وكان من المتوقع من جانب واحد من تحديد الأسعار لتقع في مكان ما بين 20,000 € و 30,000 € .

## نسخ الإنتاج
في فبراير 2012، أكدت فولكس واجن أنه بناء سلسلة محدودة من XL1S ابتداء من عام 2013. في شباط عام 2013، أعلنت فولكس واجن أنه من المتوقع أن المكونات في الهجين لتحقيق الاقتصاد في استهلاك الوقود لتكون0.9 ل/100 كـم (260 mpg‑US؛ 310 mpg‑imp) وانبعاثات 21 غ / كم منCO2. دورة الاختبار يسمح لإعادة شحن البطارية كل 75 كـم (47 ميل) والذي ينتج قيمة عالية ميلج في الغالون. باستخدام الديزل وحده قادر السيارة لمدة تصل إلى2.0 ل/100 كـم (120 mpg‑US؛ 140 mpg‑imp). كما هو الحال مع عام 2011 مفهوم XL1، هو مدعوم من قبل 800 سم3 two-cylinder diesel engine with 35 كـو (48 PS؛ 47 bhp) و 20 كـو (27 PS؛ 27 bhp) محرك كهربائي، وتقديم القوة إلى العجلات الخلفية من خلال سبع سرعات مزدوج القابض علبة التروس. زاد معامل السحب قليلا 0,186-0,189. The production version is expected to deliver an all-electric range of 50 كـم (31 ميل).
النسخة الإنتاجية من الديزل الكهربائية الهجينة المكونات سوف يكشف النقاب عنها في عام 2013 في معرض جنيف للسيارات  بدأ الإنتاج في منتصف عام 2013 وذلك ستقتصر على 250 وحدة. وكان ما مجموعه 50 وحدة تم بناؤها من قبل أوائل سبتمبر عام 2013، ومن المقرر 200 XL1S المتبقية سيتم بناؤها في الربع الثاني من عام 2014. يبدأ التسعير في قالب:Euro (~ US$146،000) وسوف تكون متاحة XL1 في أوروبا فقط. ومن المقرر بدء تسليم السيارات في الربع الثاني 2014.
من 250 وحدة التي يوف يتم إنتاجها، وسيتم بيع 200 لعملاء التجزئة. افتتحت فولكس واجن عملية تسجيل العملاء المهتمين التي أغلقت في 18 أكتوبر 2013. لأن أكثر من 200 من المشترين المحتملين، سيتم إجراء مشروع لتحديد العملاء مع خيار الشراء للسيارات المتاحة. وسوف يتم تقديم عقد الشراء بعد دفع €20,000 (~ US$27,000) إيداع، فإن اتفاق الشراء لXL1 سوف يكون ملزما.

## الروابط الخارجية
- Volkswagen press release, 15 April 2002, "The 1-liter car" (archived) نسخة محفوظة 19 يوليو 2013 على موقع واي باك مشين.
- Volkswagen press release, 15 September 2009, E-Up! and L1 (archived) نسخة محفوظة 19 يوليو 2013 على موقع واي باك مشين.
- Official Volkswagen 1-Litre car press release
- Official Volkswagen L1 press release
- Official Volkswagen XL1 press release
- Supercars 1-litre report

قالب:VW